# Bundesstraße 178
De Bundesstraße 178 (ook wel B178) is een bundesstraße in de Duitse deelstaat Saksen. De B178 begint momenteel bij Nostitz en loopt verder langs de stad Löbau en naar Zittau bij de Poolse/Tsjechische grens. De B178 is ongeveer 61,6 km lang, daarvan is 39,2 km in gebruik, 11,4 km in bouw en 11 km in planning.
B1 · B2 · B4 · B6 · B6n · B7 · B19 · B27 · B62 · B71 · B71n · B79 · B80 · B81 · B84 · B85 · B86 · B87 · B88 · B89 · B90 · B91 · B92 · B93 · B94 · B95 · B96 · B97 · B98 · B99 · B100 · B101 · B107 · B115 · B156 · B169 · B170 · B171 · B172 · B172a · B172b · B173 · B174 · B175 · B176 · B178 · B180 · B181 · B182 · B183 · B183a · B184 · B185 · B186 · B187 · B187a · B188 · B189 · B190 · B190n · B242 · B243 · B244 · B245 · B245a · B246 · B246a · B247 · B248 · B248a · B249 · B250 · B278 · B280 · B281 · B282 · B283 · B285